# VIL

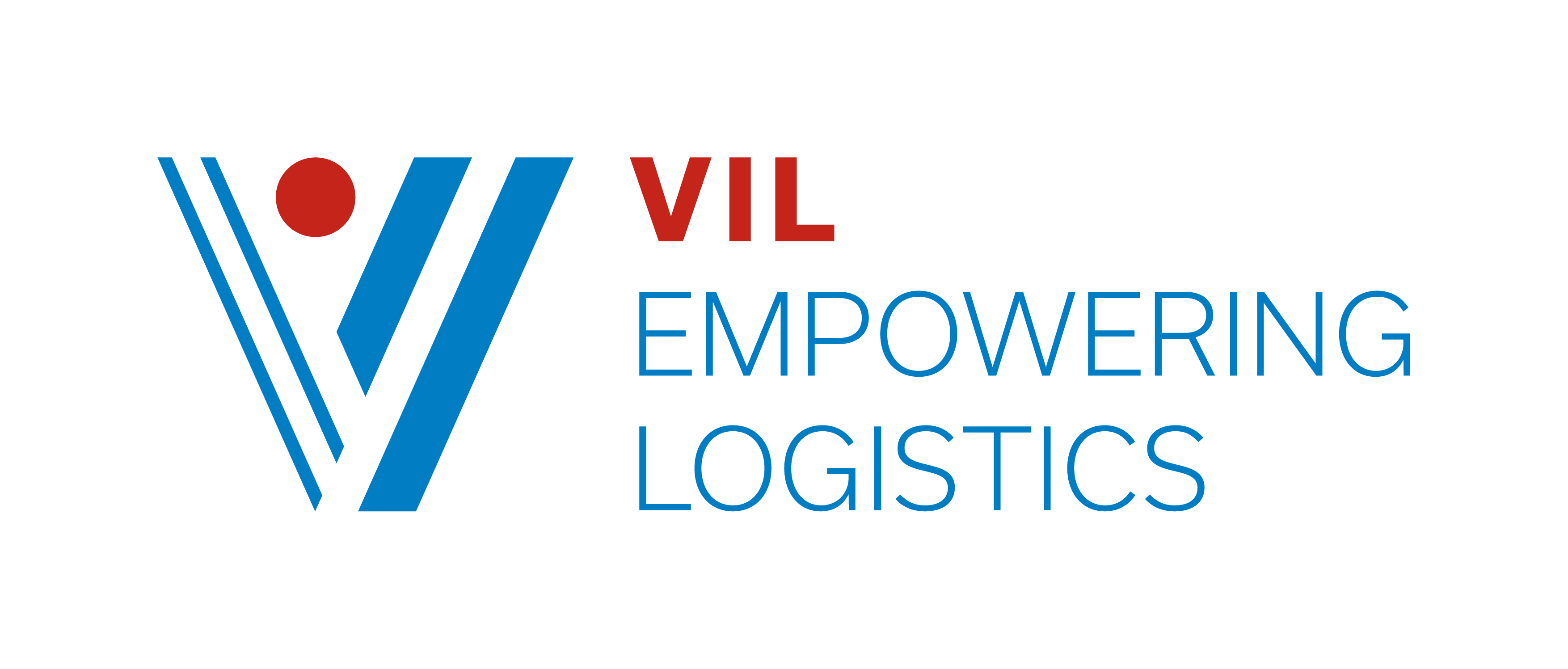
VIL logo

VIL is het innovatieplatform voor de logistieke sector in Vlaanderen en sinds 1 januari 2017 erkend als Speerpuntcluster Logistiek. VIL helpt Vlaamse bedrijven om innovatieve logistieke projecten te realiseren en zo hun competitiviteit te verhogen en ontvangt hiervoor subsidies van de Vlaamse overheid.
Als ledenorganisatie brengt VIL bedrijven en organisaties uit diverse sectoren bij elkaar, zowel verladers als logistieke dienstverleners maar ook kennisinstellingen, overheidsinstanties en bedrijven vanuit de IT-, engineering-, interim-, bouw en real estate wereld.